# Even If It Kills Me
Even if It Kills Me es el tercer álbum de estudio de la banda Motion City Soundtrack, publicado el 18 de septiembre de 2007 y fue coproducido por Adam Schlesinger de Fountains of Wayne y Eli Janney de Girls Against Boys, además parte de la grabación fue producida por Ric Ocasek de The Cars. Estuvo en el puesto número 1 en el ranking de Independent Albums y número 16 en el ranking de Billboard 200, vendiendo alrededor de 33,000 álbumes en la primera semana.

## Lista de canciones
1. "Fell In Love WIthout You" - 2:31
2. "This is For Real" - 3:10
3. "It Had To Be You" - 3:48
4. "Last Night" - 3:17
5. "Calling All Cops" - 3:24
6. "Can't Finish What You Started" - 3:56
7. "The Conversation" - 2:50
8. "Broken Heart" - 3:01
9. "Hello Helicopter" - 4:23
10. "Where I Belong" - 3:23
11. "Point Of Extinction"  - 2:39
12. "Antonia" - 3:16
13. "Even if it Kills Me" - 3:51

### B-sides
1. "Not Asking You To Leave" - 3:50 (Bonus track edición Japonesa)
2. "The Worst Part"- 4:17(Sound of Superman soundtrack)
3. "Plymouth Rock" - 0:53 (B-side en la versión UK del sencillo This Is For Real)
4. "Broken Heart(Acoustic)" - 3:11 (featuring Korin Louise Cox)

### iTunes Acoustic EP
1. "Fell In Love Without You" - 3:25
2. "It Had To Be You" - 3:40
3. "Broken Heart" - 3:16
4. "Can't Finish What You Started" - 3:22
5. "Point of Extinction" - 2:52

- Tracks 1, 3, 6, 9, 10-12 producidos por Adam Schlesinger & Eli Janney.
- Tracks 2, 4, 5, 8 y 13 producidos por Ric Ocasek.

## Créditos

### Banda
- Justin Pierre - Vocalista, guitarra.
- Joshua Cain - Guitarra, segunda voz.
- Jesse Johnson - Moog, teclado.
- Matthew Taylor - Bajo, percusión, piano, segunda voz.
- Tony Thaxton - Batería

### Músicos invitados
- Max Bemis — Voz
- Shawn Harris — Voz
- Ric Ocasek — Teclados, productor
- Rachel Minton — Voz
- Adam Schlesinger — Piano, productor

### Producción
- Arjun Agerwala — Ingeniero
- Tom Baker — Masterización
- Rudyard Lee Cullers — Ingeniero
- Femio Hernández — Asistente de Ingeniero
- John Holbrook — Ingeniero
- Eli Janney — Arreglos, producción
- Tom Lord-Alge — Mezcla
- Geoff Sanoff — Ingeniero
- Michael Trepagnier — Asistente de Ingeniero
- Chris Shaw — Ingeniero, mezcla

### Diseño
- Nick Pritchard — Dirección de arte, diseño
- Bryan Sheffield — Fotografía
- James Thornton — Fotografía